# Galenus

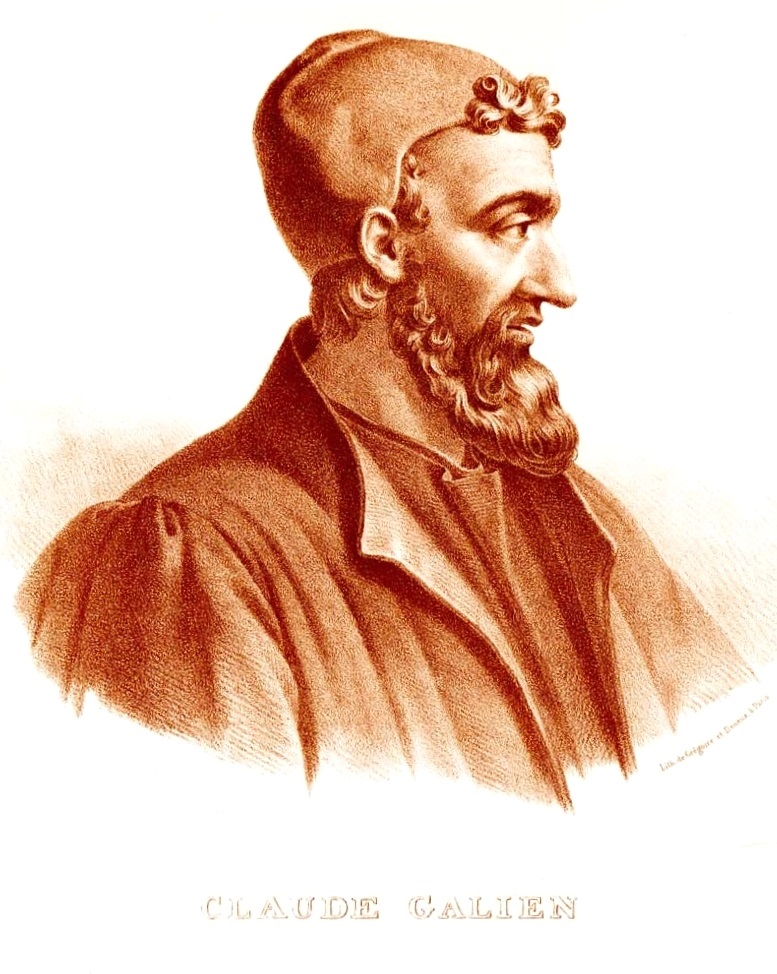
Claude Galien. Bản khắc trên đá do Pierre Roche Vigneron thực hiện. (Paris: Lith de Gregoire et Deneux, ca. 1865)

Aelius Galenus hoặc Claudius Galenus (129 – 200/217), hay còn gọi là Galen vùng Pergamon (tiếng Hy Lạp: Γαληνός, Galēnos), là một thầy thuốc và nhà triết học nổi tiếng người La Mã gốc Hy Lạp, và có lẽ là nhà nghiên cứu y học tài ba nhất của thời La Mã. Các học thuyết của ông đã chi phối và ảnh hưởng đến y học phương tây hơn một thiên niên kỷ. Giải thích của ông về y học giải phẫu được thực hiện trên khỉ do việc giải phẫu người không được phép thực hiện vào thời đó, nhưng nó không được chú ý nhiều cho đến khi những bản in miêu tả và minh họa về giải phẫu người được Andreas Vesalius xuất bản năm 1543. Giải thích của ông về các hoạt động của tim, động mạch và tĩnh mạch kéo dài cho đến khi William Harvey đưa ra năm 1628 rằng máu tuần hoàn trong cơ thể với tim hoạt động như một máy bơm Trong thế kỷ 19, các sinh viên y học vẫn tìm hiểu về Galen để học tập một số quan điểm của ông. Galen đã thực hiện một số thí nghiệm thắt dây thần kinh để lý giải cho học thuyết rằng não điều khiển mọi chuyển động của cơ liên quan đến hệ thần kinh ngoại biên và sọ. Galen đã viết một tác phẩm nhỏ mang tên "That the Best Physician is also a Philosopher" (thầy thuốc giỏi cũng là một nhà triết học) , và ông thấy bản thân mình bao gồm cả hai ý nghĩa trên, tức ông thực hành y học dựa trên những lý thuyết và hiểu biết về triết học. Galen rất thích tranh luận giữa chủ nghĩa duy lý và chủ nghĩa kinh nghiệm về trường phái y học, và ông sử dụng kinh nghiệm của mình từ việc quan sát, giải phẫu và giải phẫu sống trong việc giảng dạy về y học và cũng là cách để thực hành y học dễ hiểu.

## Cuộc đời và sự nghiệp

Galenou Apanta, 1538

Sinh năm 131 tại Pergame, Claudius Galenus là con của Nicon, một kiến trúc sư uyên thâm giàu có của Hy Lạp. Lúc 15 tuổi, ông bắt đầu học logique và triết học tại thành phố nơi ông sinh ra. Nhưng hai năm sau, cha ông thấy một giấc mơ lạ kỳ, trong giấc mơ đó, ông thấy Claudius Galenus trở thành một nhà thuốc đại tài. Từ đó Nicon hướng dẫn con trên con đường đó vì theo ông, Galenus đã được tiền định.
Sau khi cha mất, Galenus quyết định rời Pergame để du học. Ông tới Smyrne ở Corinthe, rối Alexandrie. Sau đó ông viếng Cilicie, Phénicie, Palestine, Scyros, các đảo Crête và Chypre. Và lợi dụng chuyến du hành đó để học những bài học của các thầy thuốc nổi tiếng nhất vùng Địa trung hải này. Lúc 29 tuổi, Galenus trở về Pergame và làm thầy thuốc cho trường Những người đấu kiếm (Ecole de gladiateurs). Nhờ có những nhân vật tình nguyện, ông hoàn thiện kiến thức về giải phẫu của mình và phát minh cách điều trị những tổn thương thần kinh.
Sau bốn năm ông cảm thấy cần phải đào sâu thêm nhiều nữa nên đến Rome, một nơi có nhiều triển vọng. Nơi đây ông thành đạt lớn nhờ có biệt tài chẩn đoán bệnh. Ông kể chuyện về một người đàn bà La Mã đến khám bệnh, ông biết ngay bà ta chẳng có bệnh nào cả, trừ bệnh si tình một anh chàng hát rong. Người ta ca tụng sự hiểu biết về cơ thể học của ông. Ông có cách giải độc cho bệnh nhân mà những thấy thuốc đồng thời không biết dùng. Ông chữa trị cho vợ của Flavius Boethus, nhân vật trong chính quyền La Mã rất có uy quyền và kết bạn và được ông này yểm trợ. Sau đó ông được làm thầy thuốc gia đình cho hoàng đế La Mã nổi tiếng Marc Aurèle.
Khi chữa trị thì ông theo truyền thống Hippocrate, nhưng về cơ thể học hay sinh lý học thì ông hướng về Aristote hơn. 
Ngoài sinh lý học (physiologie) là đề tài ông ham thích nhất, ông còn khảo cứu về lĩnh vực vệ sinh và dược phẩm (những cây thuốc). Nhưng căn bản của y học đối với ông vẫn là cơ thể học. Ông làm phẫu thuật trên động vật (thường là khỉ) vì giải phẫu và khám nghiệm người chết lúc bấy giờ bị cấm. Chính vì vậy mà có khi những kết luận về cơ thể học bị sai. Tuy nhiên Galenus có những nghiên cứu quan trọng về các cơ bắp và hệ thống thần kinh. Ông tả rất đúng cuộc hành trình của luồng thần kinh từ não bộ và nghiên cứu ảnh hưởng của sợi thần kinh trên cử động bắp thịt. Ông còn tả sự khác biệt giữa máu của động mạch vả tĩnh mạch. Nhưng ông lầm về chức năng của gan và tim, cho rằng gan là trung tâm của tuần hoàn.
Sơ đồ sinh lý học của ông dựa trên học thuyết 4 yếu tố (nước, khí, đất, lửa) kết hợp với 4 tính chất vật lý (nóng, lạnh, ẩm, khô) ảnh hưởng trên 4 thể dịch (máu, mật, nước dãi (pituite), atrabile (mật đen, gây sự buồn trầm uất).
Galenus trải rộng học thuyết Hippocrate và thêm vô 4 tính khí con người nhiệt tình, lạnh lùng, buổn bã, nóng giận.
Dựa trên căn bản các thuyết của Aristote, Galenus quy các hiện tượng sinh lý cho các lực huyên bí làm nhiệm vụ do những tác nhân gọi là pneuma (esprit, tinh thần). Có 3 dạng pneuma tương đương với 3 lực: pneuma thiên nhiên được tạo thành trong gan, các pneuma sống (esprits vitaux) được tạo thành trong tim và động mạch và các pneuma tự nhiên do bản năng (esprits animaux) được tạo thành trong não bộ. Những chức năng tương đương là thiên nhiên như sự ăn uống, sống như co bóp tim và đam mê, bản năng như sự thông minh và cảm giác. Sơ đồ sinh lý này là căn bản cho tất cà nền y học thời Trung cổ.
Nhưng Galenus không khiêm nhường như Hippocrate. Tuy có tài năng, thông thái và thành công, ông say mê "tự đánh bóng" lấy mình nên những y sĩ đương thời ganh tị và oán hận ông. Họ cho ông là "y sĩ huênh hoang", "kẻ nói những nghịch biện", "người làm những kỳ công"... Trước sự thù nghịch ngày càng tăng Galenus quyết định rời khỏi Rome năm 167. Sư ra đi trùng hợp với bệnh dịch hạch xuất phát là cơ hội cho những kẻ gièm pha kết tội ông là hèn nhát. Dù thế nào đi chăng nữa, Galenus đi du lịch một thời gian trước khi trở về Rome, khi Marc Aurèle kêu ông về chăm sóc sức khoẻ cho hai con trai ông là Commodus et Sextus. Nên ông mới trở lại dạy học và viết các tác phẩm của ông cho đến ngày ông mất, có lẽ năm 201 tại Rome hay Sicile.
Tác phẩm của Galenus đặc biệt phong phú. Gổm khoảng 500 bài tiểu luận về y khoa, triết lý và đạo đức mà rất nhiều bài bị thiêu hủy vì đền Hòa Bình bị cháy năm 192. Nhưng có nhũng bài đến được với chúng ta nhờ các bài dịch về y khoa do các nhà trí thức arabe thời Trung cổ làm. 
Ảnh hưởng của các bài viết của Galenus rất lớn, từ thế kỷ thứ 2 đến thế kỷ thứ 15 chúng dúng để tham khảo y khoa và chỉ bị bài bác rất trễ sau này, bài bác một cách dè dặt vì tầm vóc to lớn của chúng đối với nhà thờ Rome cho đến thời Phục Hưng. Thật ra vì Galenus tin rằng có sự hiện hữu của Chúa, duy nhất, sáng tạo ra cơ thể con người. Điều này được nhà thờ chấp nhận ông. Nên từ lâu lắm không ai dám chống lại Galenus bởi vì chống Galenus tức là chống lại nhà thờ.